# براونز (آلاباما)
براونز (به انگلیسی: Browns) یک منطقهٔ مسکونی در ایالات متحده آمریکا است که در شهرستان دالاس، آلاباما واقع شده‌است. براونز ۵۲٫۱۲ متر بالاتر از سطح دریا واقع شده‌است.